# 戴高樂機場內線
戴高乐机场内线（法語：CDGVAL）是位于法国巴黎-戴高乐机场的机场轨道交通服务，于2007年启用。该线为采用VAL自动驾驶系统的轻便轨道交通线，分为主线和副线两部分，均位于戴高乐机场内部，并和大区快铁B线及TGV提供转乘。

## 历史
占地3500公顷戴高乐机场作为欧洲最大的国际机场，其各航站楼之间间隔较远。原先机场铁路车站、停车场和航站楼之间主要依赖穿梭巴士进行联络。但随着客流增长，高峰期半小时一班的巴士频率也无法满足需求，最终促成了戴高乐机场轨道交通服务的上位。
经过研究，当局原本计划采用VAL的自动驾驶系统作为戴高乐机场内线的列车系统。不过巴黎机场管理局（ADP）高层于1992年改变主意，采用SK 6000的自动驾驶系统。经过短暂施工，机场内线的其中一条预定于1996年5月1日正式商业化运作。然而线路测试结果并不尽如人意，系统的可靠性和负载力都很成问题。这就迫使ADP寻找替代方案。由于成本超出预期，该线计划于1999年6月放弃。此后，ADP只得更新已经老化的机场巴士来延续航站楼联络服务。
不过次年机场内线计划重开进程。该计划在不改变就有路轨的情况下，最终采用VAL系统。施工于2003年年底展开。该系统由西门子开发，并且此前已经在里尔地铁、图卢兹地铁、都灵地铁和芝加哥国际机场内线上成功运作。公司还提供了7辆双节的VAL 208型轻便列车，集中化控制驾驶（PCC）、供电电路、自动化设备、车厂、月台幕门等设备。
重装上阵的机场内线计划CDGVAL预定于2006年秋通车，不过后来又延迟了6个月。2007年3月19日，CDGVAL开始空载试运行；4月4日，正式通车运行。此时开通的线路为CDGVAL中的主线，另一条副线“航站卫星楼内联线”（LISA，Liaison Interne Satellite Aérogare）则于同年6月27日通车，该副线座落在机场海关内部。
CDGVAL开通仅一个星期后，平均日客流量就达到2万。

## 线路走向与车站列表

### CDGVAL主线
|  |   |  |                                        |                    |              |
|  |   |  | 车站                                   | 途经城镇           | 转乘其他列车 |
|  | o |  | 机场一号航站楼 Terminal 1              | 莫尔加尔           |              |
|  | o |  | 停车场 PR Parc de stationnement PR     | 法兰西地区鲁瓦西   |              |
|  | o |  | 机场三号航站楼 Terminal 3 - Roissypole | 法兰西地区特朗布莱 | [T] · (B)    |
|  | o |  | 停车场 PX Parc de stationnement PX     | 勒梅尼勒阿姆洛     |              |
|  | o |  | 机场二号航站楼 Terminal 2 - Gare       | 勒梅尼勒阿姆洛     | TGV          |

### LISA副线
|  |   |  |                                  |                |              |
|  |   |  | 车站                             | 途经城镇       | 转乘其他列车 |
|  | o |  | 卫星楼 S3 Satellite S3           | 勒梅尼勒阿姆洛 |              |
|  | o |  | 机场二号航站楼 E大厅 Terminal 2E | 勒梅尼勒阿姆洛 |              |

(以上车站和城镇中文名并非官方译名)

## 使用车型
CDGVAL使用西门子公司的VAL 208型轻便列车。现有10辆双节列车在线上，7辆在主线，3辆在副线。主线列车中，有5辆不间断运行，1辆机动，故障时投入使用，另外1辆保养。副线列车可以重联运行。这些列车与同时期的其他VAL系统（比如都灵地铁）相同，但由于线路的长度短，乘客多携带行李箱，因而车厢内配备较少的座位。另外，CDGVAL的车厢内配有视频监控设备。

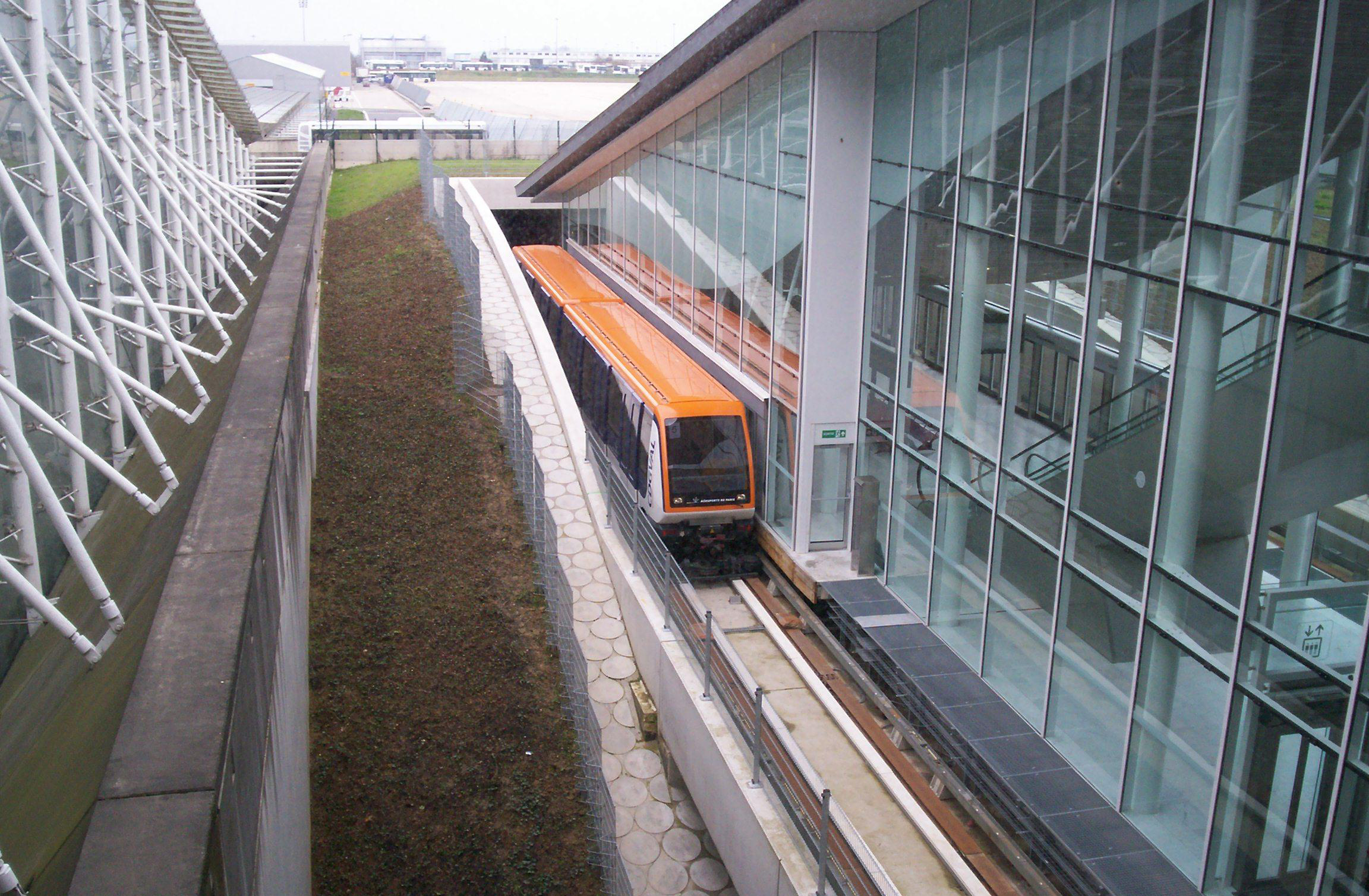
VAL 208行走在CDGVAL上
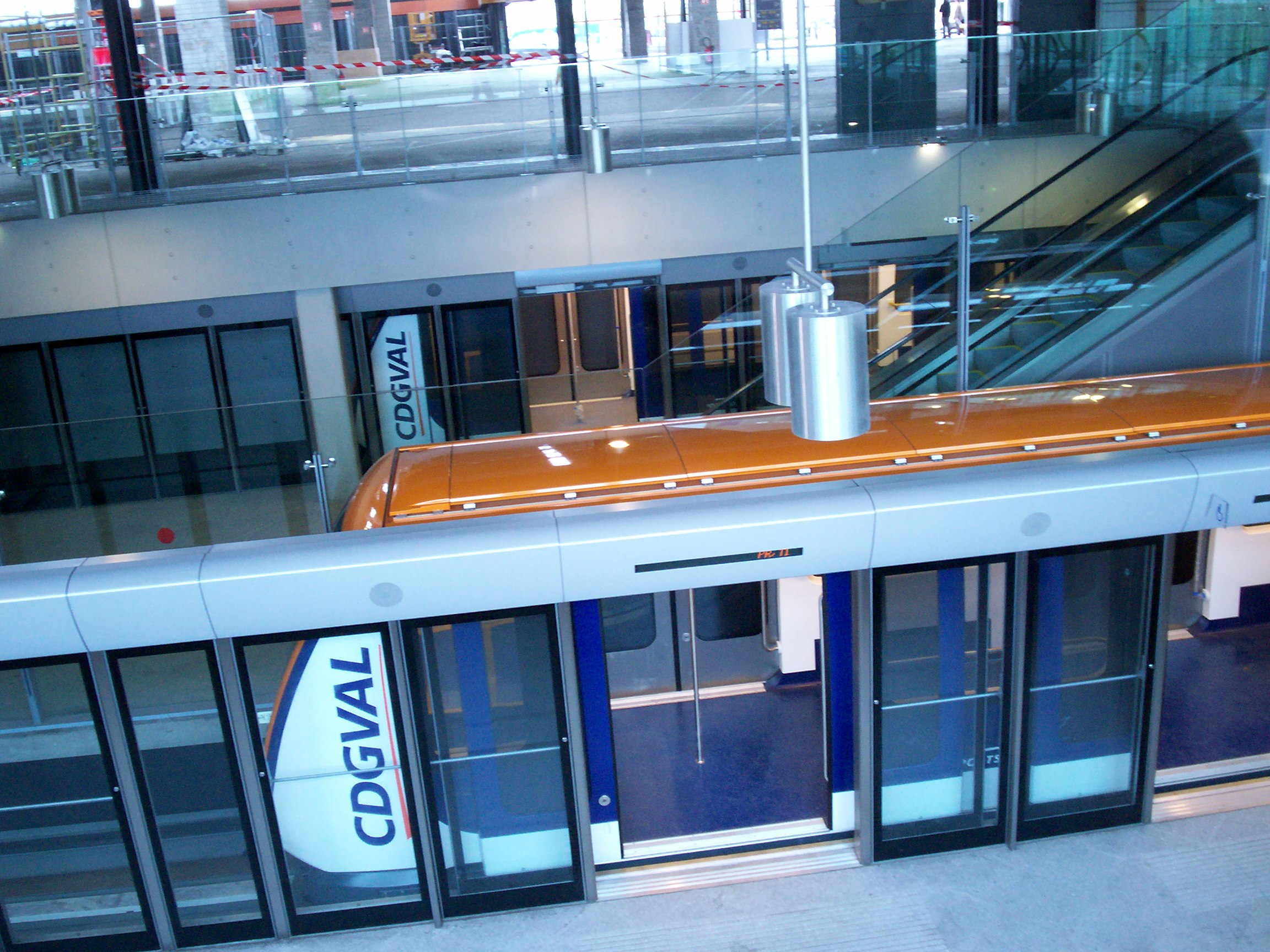
VAL月台幕门
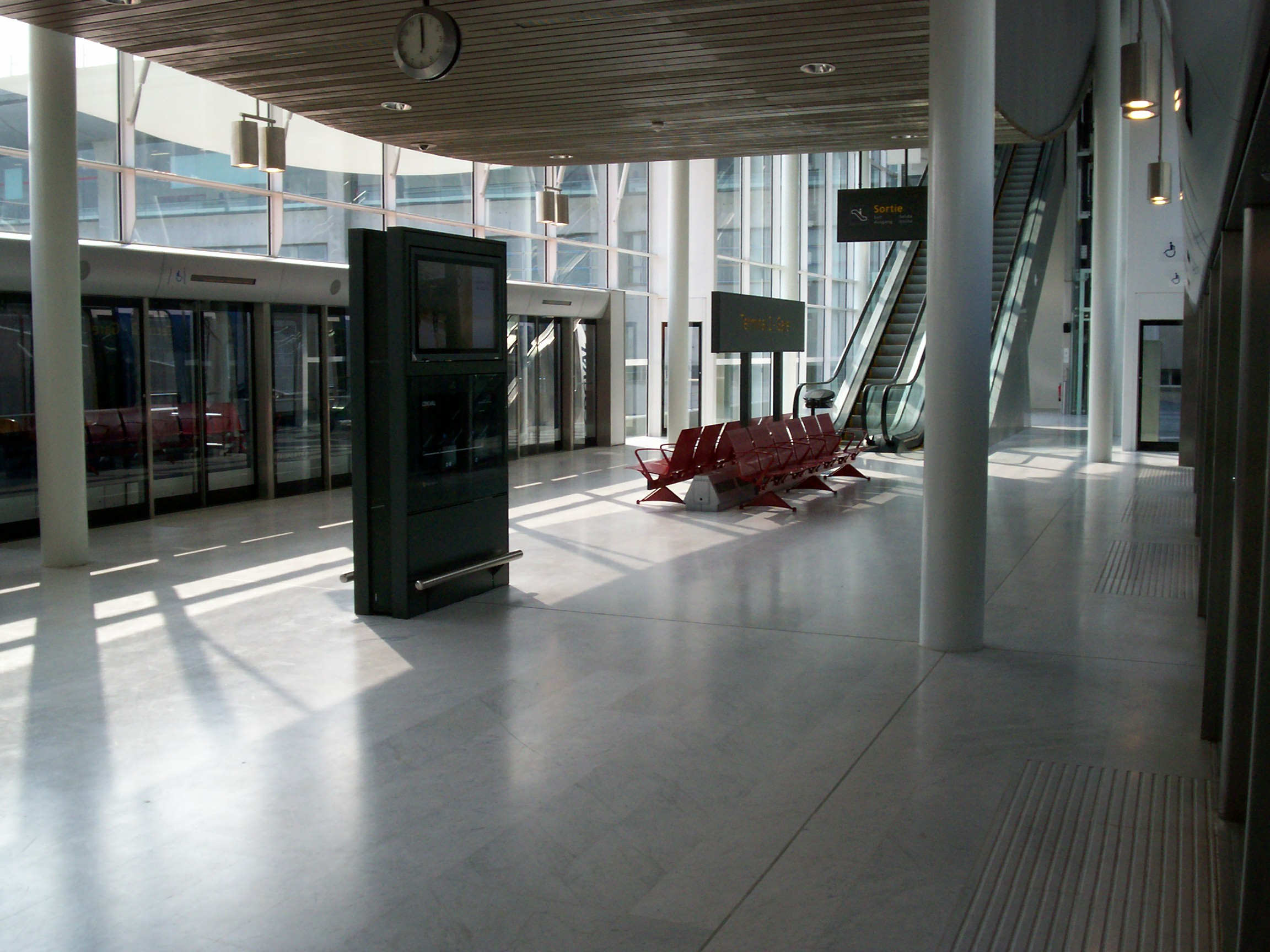
VAL月台
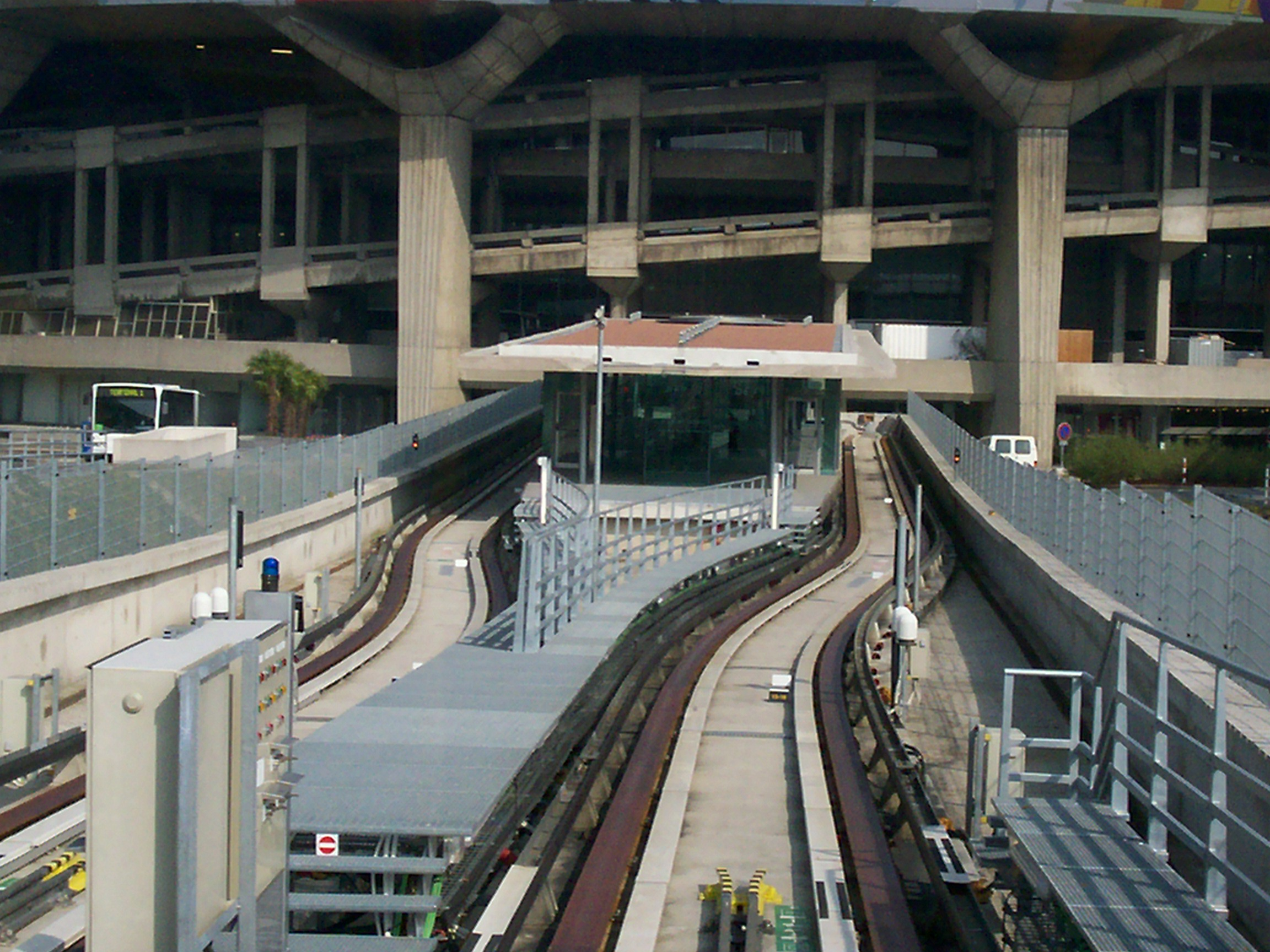
CDGVAL轨道

VAL 208每部列车长13米，可运载120人。每年平均运输里程为12万公里，高于其他VAL列车的数值。

## 使用状况
CDGVAL开通一年后即有1000万人使用，日客流量接近3万人次。

### 列车运行
CDGVAL主线列车24小时不间断运行，LISA副线则有20小时开放。主线每3分钟43秒一班车（凌晨1时30分至4时30分之间20分钟一班车），坐完全程需要8分钟。副线列车2分钟一班，坐完全程仅需45秒。

## 未来计划

### 主线东延段
主线正在计划向东延伸至2号航站楼E大厅和F大厅，之后还可能延伸至G大厅。

### 副线延伸计划
副线正在计划向东延伸至卫星楼S4。S4目前正在建设中，预计2012年可以完工。
长远的计划中，东延后主线和副线可能通过原先SK 6000的弃用路段进行合并，以便于车辆管理和保养。